# ITF World Tennis Tour
ITF World Tennis Tour er en struktur indenfor tennis der træder i kraft fra 2019. Den skal hjælpe talentfulde juniorspilleres overgang til seniortennis, samt at præmiepengene målrettes i professionelle turneringer, for at sikre at flere kan gøre tennis til en levevej.
Ifølge International Tennis Federation var der 14.000 spillere der hvert år deltog i professionelle turneringer, men kun 350 mænd og 250 kvinder kunne få dækket deres omkostninger via præmiepenge. Desuden spillede flere unge spillere i for lang tid ved mindre turneringer, så overgangen til niveauet for top-100 tog for lang tid. På ITF World Tennis Tour er der ved alle $15.000-turneringer reserveret fem pladser til juniorspillere i top 100 på juniorranglisten.  